# Floris Adriaan van Hall
Floris Adriaan van Hall, baron z Hallu (15. května 1791 Amsterdam – 29. března 1866 Haag) byl nizozemský politik liberální orientace, nestranický premiér Nizozemska v letech 1853–1856 a 1860–1861. Celkem strávil v nejvyšší exekutivní funkci 4 roky a 3 měsíce. Během prvního mandátu byl zároveň ministrem zahraničních věcí, během druhého ministrem financí. Tím byl již v období 1843–1848. V letech 1842–1844 byl ministrem spravedlnosti.

## Život
Vystudoval práva na Univerzitě v Leidenu, absolvoval roku 1812. Po studiích se vstoupil do Napoleonovy armády, ale po roce utekl přes Švýcarsko a vrátil se do Amsterdamu. Tam pak pracoval v advokátní kanceláři svého otce. V roce 1832 vstoupil do politiky, když nahradil svého otce v provinčním sněmu.
Roku 1842 byl jmenován ministrem spravedlnosti a k této portfeji si roku 1843 přibral i finance. V tomto resortu si získal značnou prestiž, neboť dal do pořádku státní finance (v roce 1840 činil státní dluh Nizozemska 2200 milionů guldenů a každý rok se kvůli tomu platilo více než 35 milionů na úrocích; otevřeně se mluvilo o hrozbě státního bankrotu). Dosáhl konsolidace zavedením institutu nucené půjčky státu. Podstata byla taková, že kapitál byl nucen půjčit státu na velmi nízký úrok, jinak mu hrozilo velké zdanění (tzv. "velký klacek"). Všechny soukromé bankovní instituce státu vyhověly. Již v roce 1847 byl díky tomu státní rozpočet v přebytku, byť v roce 1844, kdy Van Hall opatření prosazoval, čelil obrovskému odporu a situace byla velmi vyhrocená. "Mohlo by mě to stát můj trůn," poznamenal tehdy král Vilém II., když diskutoval o plánech s Van Hallem. "A mě hlavu," odpověděl prý tehdy Van Hall. V roce 1847 též přijal standard jedné stříbrné mince.
V roce 1849 byl prvně zvolen do sněmovny (jejím členem 1849–1856 a 1858–1860). V roce 1853 stanul v čele vlády i ministerstva zahraničí. Podařilo se mu uklidnit situaci po dubnovém hnutí (protesty proti pokusu papeže Pia IX. zavést v Nizozemsku znovu církevní hierarchii). Roku 1856 získal od krále titul barona, zvláště za to, že vyjednal nizozemskou neutralitu v krymské válce. V roce 1860 byl znovu jmenován premiérem, prosadil poté zejména nařízení o výstavbě železnic. Ze zdravotních důvodů odmítl v závěru života jmenování generálním guvernérem Nizozemské východní Indie.
Vysoká postava a zarudlý obličej mu vynesly přezdívky "Upír" a "Pijavice".